# Charles Cabos

Werbung von Charles Cabos mit Darstellung der Fabrik im 13. Wiener Gemeindebezirk (1912)

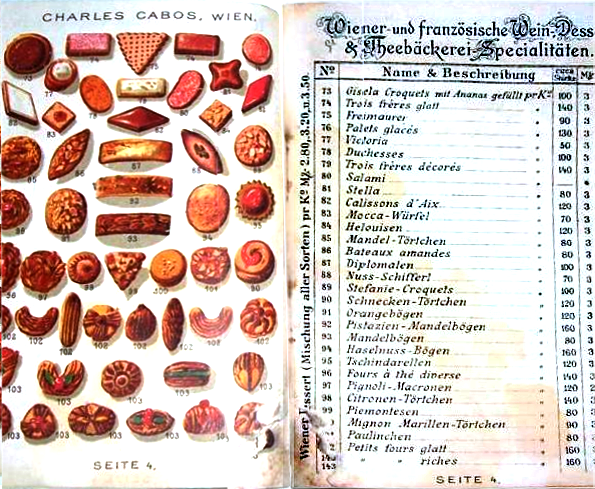
Katalogsseite von Charles Cabos für Theebäckerei-Specialitäten (um 1900)

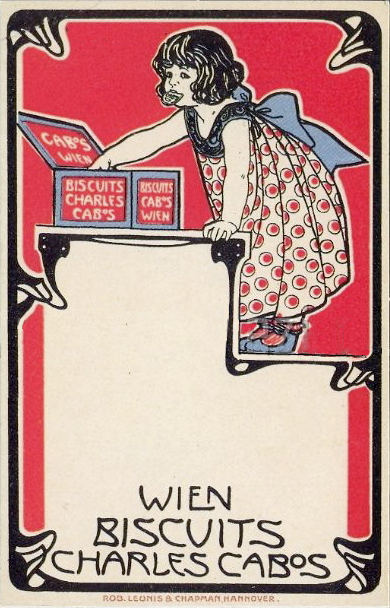
Werbung von Charles Cabos im Jugendstil (um 1900)

Charles Cabos war ein österreichisches Keks- und Kleingebäckunternehmen mit Sitz in Wien.

## Geschichte
1864 gründete der aus Preußen stammende Carl Immanuel Cabos († 1885) in Gumpendorf eine Firma, die später auf den Namen Erste Wiener Cakes- und Biscuits-Fabrik Charles Cabos lautete. Nach seinem Tod übernahm sein Adoptivsohn Christian Mörzinger-Cabos († 1. 1922) das Unternehmen. Cabos wurde sehr erfolgreich und konnte im Gebiet der Doppelmonarchie Verkaufserfolge erzielen. Cabos war Teilnehmer der Ersten Wiener Kochkunstausstellung 1884 in Wien. Das Unternehmen expandierte und Ende des 19. Jahrhunderts sollte eine neue Fabrik erbaut werden.
Zu diesem Zweck erwarb Christian Mörzinger-Cabos im Jahre 1898 an der Hernstorferstraße 27 in Unterbaumgarten ein umfangreiches Areal. Am 28. Februar wurde die Erlaubnis erteilt, das Areal für ein Verwaltungsgebäude, Werkshauptgebäude, Kessel- und Maschinenhaus und mehrere Nebentrakte zu verbauen. Der Architekt Franz Fröhlich wurde mit der Planung beauftragt, die Baumeisterarbeiten führte Alois Rous im Auftrag von Ingenieur Karl Stigler durch. Die Eisenkonstruktionen stammten vom Max Wahlberg und der Dampfschornstein von Ludwig Gussenbauer. Gesonderte Baubewilligungen wurden für die einzelnen Objekte eingeholt. Am 9. November 1903 wurde die Fabrik fertiggestellt und 1910 mit einem zweigeschoßigen Zubau mit einem Verbindungstrakt zum Werkshauptgebäude erweitert.
Die Fabrik in Mariahilf war an der Gumpendorfer Straße 45. Niederlagen gab es Am Hof 5 und an der Kärntner Straße 27. Um 1900 erhielt Charles Cabos um die 24 Gold- und Silbermedaillen auf Ausstellungen. Christian Mörzinger-Cabos wurde als Firmeninhaber zum k.u.k. Hoflieferanten für Wein-, Tee- und Dessertbäckereien ernannt.
Das Unternehmen wurde nach dem Tod von Christian Mörzinger-Cabos, auf seine damalige Anweisung, in eine Aktiengesellschaft umgewandelt. Das Unternehmen ging in den Besitz der Vonwiller Walzmühle und der Getreide AG über. Die fachmännische Leitung übernahm einige Jahre später die in Lobositz, Nord-Böhmen stammenden Deli-Werke. Der Firmenwortlaut wurde in Cabos-Deli AG umgeändert.
Kurz darauf wurde das Unternehmen im Jahre 1928 an die Länderbank in Wien verkauft. Die Weltwirtschaftskrise der 1930er Jahre brachte auch Cabos in Bedrängnis. Das Werk übernahm im Jahre 1934 die Erzeugung der damals berühmten "Koestlinmarken". Die Koestlin-VertriebsGmbH wurde 1939 in Cabos eingegliedert. Durch den Ausbruch des Zweiten Weltkrieges und der veränderten politischen und wirtschaftlichen Situation kam Cabos als selbständiger Betrieb unter das Dach des Julius Meinl-Konzerns.
Nach Ende des Krieges wurde ein Teil der alten Shedhallen (Werkshauptgebäude) im Jahre 1972 durch eine neue Tragkonstruktion beziehungsweise durch Deckenverstärkungen ausgewechselt. Für die Firma Brüder Kunz wurde im gleichen Jahre auf dem noch freien Grund an der Hütteldorfer Straße ein Verkaufsgebäude errichtet. Die Cabos GmbH bestand noch bis in die 1980er Jahre.

## Fabriksgebäude
Die Süßwarenfabrik an der Hernstorferstraße stand auf einem rechteckigen Grundstück, das von vier Straßen umschlossen war. Das größte Gebäude war das Werkshauptgebäude. Es bestand aus zwei eingeschoßigen, unterkellerten Hallen mit ungefähr 60 × 40 Meter Grundfläche. Dabei war die Sheddachkonstruktion optisch das bestimmende Element von draußen. Die Außenmauern bestanden hauptsächlich aus Ziegeln. Die Decken wurden von schmiedeeisernen Unterzügen und Ständern getragen.